# 唐揚道
『唐揚道』（からあげどう）は、有野いく、たこつむりによるグルメ漫画である。
雑誌では「唐揚げアイドル 有野いくの唐揚道」という記事名で連載している。

## 概要
有野いくが日本全国の唐揚げを食べ歩いた経験を生かして、唐揚げの魅力や自身の唐揚愛を世に伝えるべく、自信を持っておススメできる店舗を紹介する。
漫画は、ぶんか社の月刊誌『本当にあった笑える話スペシャル』にて2016年3月号より連載後、2017年2月10日に単行本化。
題字「唐揚道」は、書家まさむねによる書。(ニコラジで縁があったのがきっかけ)
単行本の帯に映っている唐揚げは、東京 神楽坂にあった「おやじの唐揚げ 歩」の唐揚げを帯のためだけに撮影し使用している。
カラーページは、全ページたこつむりによる手書き・手塗りの手間のかかった作品である。
雑誌でも引き続き連載していたが、2018年10月号をもって漫画の最終回を迎えた。
連載終了後は、同誌にて2018年11月号より唐揚げコラムとして、同じ記事名で引き続き連載。(コラムは有野いく個人の執筆)
コラムは2022年01月号で『本当にあった笑える話スペシャル』休刊に合わせ最終回となった。
有野いく(ありのいく)
原作。唐揚げ好きの唐揚げタレント・唐揚げ研究家として活動。
日本唐揚協会が開催するカラアゲグランプリにて、ベストカラアゲニストを2015年より7年連続で受賞した。
ゲームやアニメのCVを始め、司会(MC)・レポーター、地域振興活動(群馬県みなかみ町)など幅広く活動している。
たこつむり
作画。多数のグルメ漫画を発表している。
有野いくが漫画にするため唐揚げを上手く描ける人を1年かけて探し、たこつむりが選ばれた。

## 漫画掲載店舗
表は単行本掲載順
| 雑誌掲載号   | 唐揚げ店名           | 店舗名や場所                | 紹介した唐揚げ                                 | 備考                                                                   |
| ------------ | -------------------- | --------------------------- | ---------------------------------------------- | ---------------------------------------------------------------------- |
| 2016年03月号 | 鶏笑                 | 三鷹店                      | もも・むねミックス                             | 2023年8月、独立して鶏笑ブランドを抜け 720gからあげ弁当みたかとして営業 |
| 2016年03月号 | 鶏笑                 | 三鷹店                      | チキン南蛮                                     | 2023年8月、独立して鶏笑ブランドを抜け 720gからあげ弁当みたかとして営業 |
| 2016年05月号 | 極鶏.Bar             | 下北沢                      | プレミアムからあげ盛り合わせ                   | 2020年03年20 FC契約満了により閉店                                      |
| 2016年05月号 | 極鶏.Bar             | 下北沢                      | 長生卵のたまごかけご飯                         | 2020年03年20 FC契約満了により閉店                                      |
| 2016年07月号 | 奥州いわい           | 浅草橋                      | いわいもも                                     |                                                                        |
| 2016年07月号 | 奥州いわい           | 浅草橋                      | パリッと唐揚げ                                 |                                                                        |
| 2016年12月号 | 舷喜屋               | からあげカーニバル 出店店舗 | 砂肝からあげ                                   |                                                                        |
| 2016年12月号 | 舷喜屋               | からあげカーニバル 出店店舗 | 骨なしからあげ                                 |                                                                        |
| 2016年12月号 | 鳥しん               | からあげカーニバル 出店店舗 | ピリ辛なんこつ                                 |                                                                        |
| 2016年12月号 | 鳥しん               | からあげカーニバル 出店店舗 | もも肉からあげ                                 |                                                                        |
| 2016年12月号 | 湯布院クレープカフェ | からあげカーニバル 出店店舗 | からあげクレープ                               |                                                                        |
| 2016年12月号 | Sweet Box            | からあげカーニバル 出店店舗 | からあげソフト                                 |                                                                        |
| 2017年01月号 | から揚げドンドン     | 南砂店                      | ヘルシー唐揚げ                                 | 2020年05月にて閉店                                                     |
| 2017年01月号 | から揚げドンドン     | 南砂店                      | ほねなし唐揚げ                                 | 2020年05月にて閉店                                                     |
| 2017年01月号 | から揚げドンドン     | 南砂店                      | 醤油唐揚げ(九州醤油)                           | 2020年05月にて閉店                                                     |
| 2017年01月号 | から揚げドンドン     | 南砂店                      | 皮唐揚げ                                       | 2020年05月にて閉店                                                     |
| 2017年03月号 | らんまん食堂         | 恵比寿                      | うめかつお                                     |                                                                        |
| 2017年03月号 | らんまん食堂         | 恵比寿                      | フレンチ                                       |                                                                        |
| 2017年03月号 | らんまん食堂         | 恵比寿                      | 10種のスパイスカレーソース                     |                                                                        |
| 2017年04月号 | 弥生軒               | 我孫子駅5号店               | 唐揚そば                                       |                                                                        |
| 2017年04月号 | 弥生軒               | 我孫子駅5号店               | 唐揚げ単品                                     |                                                                        |
| 2017年07月号 | じゅれーむ           | 徳島県                      | 特製鶏からあげ                                 | 2020年、店舗を閉めキッチンカーで尾鶏屋として営業                       |
| 2017年07月号 | じゅれーむ           | 徳島県                      | 名古屋風手羽先                                 | 2020年、店舗を閉めキッチンカーで尾鶏屋として営業                       |
| 2017年09月号 | いろから             | 川崎宮崎台店                | いろからあげ                                   |                                                                        |
| 2017年09月号 | いろから             | 川崎宮崎台店                | 柚子胡椒                                       |                                                                        |
| 2017年09月号 | いろから             | 川崎宮崎台店                | うま辛                                         |                                                                        |
| 2016年08月号 | からあげ！ごっち     | 愛知県                      | とりマヨ                                       |                                                                        |
| 2016年08月号 | からあげ！ごっち     | 愛知県                      | 炙り明太マヨ唐揚げ                             |                                                                        |
| 2016年08月号 | からあげ！ごっち     | 愛知県                      | 塩レモン                                       |                                                                        |
| 2016年09月号 | 李さんの台湾名物屋台 | 大須店                      | 台湾唐揚げ                                     |                                                                        |
| 2016年09月号 | 李さんの台湾名物屋台 | 大須店                      | 辣醤唐揚げ                                     |                                                                        |
| 2016年09月号 | 李さんの台湾名物屋台 | 大須店                      | 橙香唐揚げ                                     |                                                                        |
| 2016年10月号 | 風来坊               | 栄店                        | 手羽元唐揚                                     |                                                                        |
| 2016年10月号 | 風来坊               | 栄店                        | 元祖 手羽先唐揚                                |                                                                        |
| 2016年10月号 | 風来坊               | 栄店                        | 鶏の天むす                                     |                                                                        |
| 2016年11月号 | 豆狸(まめだ)         | 島根県                      | カレイの唐揚げ                                 |                                                                        |
| 2016年11月号 | 豆狸(まめだ)         | 島根県                      | 鶏唐あんかけ丼                                 |                                                                        |
| 2017年02月号 | おやじの唐揚げ歩     | 神楽坂                      | もも唐揚                                       | 2020年09月30日で閉店                                                   |
| 2017年02月号 | おやじの唐揚げ歩     | 神楽坂                      | ささみ棒                                       | 2020年09月30日で閉店                                                   |
| 2017年05月号 | 昇龍軒               | 郡家町                      | 唐揚げ串(塩・胡椒)                             |                                                                        |
| 2018年01月号 | ローソン             |                             | からあげクン(レギュラー、レッド、北海道チーズ) |                                                                        |

未単行本掲載店
| 雑誌掲載号   | 唐揚げ店名                 | 店舗名や場所 | 紹介した唐揚げ             | 備考                             |
| ------------ | -------------------------- | ------------ | -------------------------- | -------------------------------- |
| 2018年03月号 | MOJA in the HOUSE          | 渋谷区       | ワッフルチキン             |                                  |
| 2018年05月号 | ガレージ酒場 品田(SHINADA) | 墨田区       | レギュラー唐揚げ           | 唐揚げ専門店をやめ、他業種に移行 |
| 2018年05月号 | ガレージ酒場 品田(SHINADA) | 墨田区       | のりしお                   | 唐揚げ専門店をやめ、他業種に移行 |
| 2018年05月号 | ガレージ酒場 品田(SHINADA) | 墨田区       | チョコ                     | 唐揚げ専門店をやめ、他業種に移行 |
| 2018年08月号 | 丸武商店                   | 葛飾区       | 黒からあげ                 |                                  |
| 2018年08月号 | 丸武商店                   | 葛飾区       | からあげ(もも肉)           |                                  |
| 2018年08月号 | 丸武商店                   | 葛飾区       | 熟成壺唐                   |                                  |
| 2018年10月号 | オリジン東秀               | 調布市       | 若鶏の唐揚げ(醤油味)       |                                  |
| 2018年10月号 | オリジン東秀               | 調布市       | 若鶏の唐揚げ弁当(4個入り)  |                                  |
| 2018年10月号 | オリジン東秀               | 調布市       | 若鶏の唐揚げ(塩ガーリック) |                                  |
| 2018年10月号 | オリジン東秀               | 調布市       | からしマヨ(期間限定)       |                                  |

## コラム掲載店舗
表は掲載号順
| 掲載回 | 雑誌掲載号   | 唐揚げ店名                | 店舗名や場所     | 紹介した唐揚げ                                   | 備考                                                   |
| ------ | ------------ | ------------------------- | ---------------- | ------------------------------------------------ | ------------------------------------------------------ |
| 第01回 | 2018年11月号 | もり山                    | 万田本店         | 骨付き(ブツ切)                                   |                                                        |
| 第01回 | 2018年11月号 | もり山                    | 万田本店         | 金賞鶏コロッケ(昭ちゃんコロッケとコラボ)         |                                                        |
| 第02回 | 2018年12月号 | 鶏から屋                  | 苫小牧           | ザンギ                                           |                                                        |
| 第03回 | 2019年01月号 | 鶏三和                    |                  | しょうゆ麹唐揚(もも)                             |                                                        |
| 第03回 | 2019年01月号 | 鶏三和                    | しお麹唐揚(むね) |                                                  |                                                        |
| 第04回 | 2019年02月号 | とり八                    | 八条口店         | ランチの唐揚げ定食                               |                                                        |
| 第05回 | 2019年03月号 | 小田原 吉匠               | 海老名SA下り店   | 鯵の唐揚げ(しお)                                 |                                                        |
| 第06回 | 2019年04月号 | 美濃味匠                  | 名古屋           | 国産手羽先唐揚２本パック                         |                                                        |
| 第06回 | 2019年04月号 | 美濃味匠                  | 名古屋           | 和膳だし巻きと木曾美水鶏しお唐揚小パック         |                                                        |
| 第07回 | 2019年05月号 | ホテイフーズ              |                  | カラアゲ缶詰3種                                  |                                                        |
| 第08回 | 2019年06月号 | 自助工房 四季の里         | 岩手県           | 南部せんべいや地元の食材をふんだんに使った鶏から |                                                        |
| 第09回 | 2019年07月号 | カレー倶楽部ルウ          | 難波中店         | チキン南蛮カレー                                 |                                                        |
| 第10回 | 2019年08月号 | いただきコッコちゃん      | 北8条店          | "鶏の唐揚げ"と"塩ザンギ"の合盛り                 |                                                        |
| 第10回 | 2019年08月号 | いただきコッコちゃん      | 北8条店          | コッコちゃんの紅生姜ザンギ                       |                                                        |
| 第11回 | 2019年09月号 | Roscoes House Of Chicken  |                  | メープル＋ワッフル＋唐揚げ                       |                                                        |
| 第12回 | 2019年10月号 | やきとり宮川              | 大手町店         | 雪塩を使った白い唐揚げ                           |                                                        |
| 第13回 | 2019年11月号 | Poultry Palace            |                  | チキンドラムスティックボックス                   |                                                        |
| 第14回 | 2019年12月号 | から揚げ屋 田舎どり       |                  | いなか揚げ                                       |                                                        |
| 第14回 | 2019年12月号 | から揚げ屋 田舎どり       | 串からあげ       |                                                  |                                                        |
| 第15回 | 2020年01月号 | 焼鳥 北良 -kitara-        |                  | 米粉ザンギ                                       |                                                        |
| 第16回 | 2020年02月号 | 鶏笑                      | 台湾駅店         | 鶏笑バーガー                                     |                                                        |
| 第17回 | 2020年03月号 | 大洋軒                    | 福島店           | 唐揚定食                                         |                                                        |
| 第18回 | 2020年04月号 | さいたどう                | 高田馬場         | 徳島県の銘柄鶏「彩どり」を使った唐揚げ           |                                                        |
| 第19回 | 2020年05月号 | オリジン弁当              |                  | ネギ油淋鶏弁当                                   |                                                        |
| 第20回 | 2020年06月号 | 揚匠 しげ盛               |                  | 日清の監修から揚げ粉                             |                                                        |
| 第21回 | 2020年07月号 | サンリオ ピューロランド   |                  | シナモンのとり天☆空カレー                        |                                                        |
| 第22回 | 2020年08月号 | 串焼専門 佐五右衛門       | 渋谷             | 欲張り2種の唐揚げ定食(ランチ)                    |                                                        |
| 第23回 | 2020年09月号 | すえひろ精肉店            | 岩手県北上市     | もも唐揚げ                                       | "精肉店の唐揚げ最強説"を唱えるようになったきっかけの店 |
| 第24回 | 2020年10月号 | 揚匠 しげ盛 神戸須磨本店  | 兵庫県神戸市     | むねトロの柚子胡椒マヨネーズ、しょうゆ味         |                                                        |
| 第25回 | 2020年11月号 | ももどり駅前食堂          | 岩手県盛岡市     | 辛美味ももどり                                   |                                                        |
| 第26回 | 2020年12月号 | 南蛮酊                    | 北海道釧路市     | 釧路ザンギ                                       | ザンタレ発祥の店                                       |
| 第27回 | 2021年01月号 | 阿部かま ひょうたん揚げ店 | 宮城県仙台市     | ひょうたん揚げ                                   |                                                        |
| 第28回 | 2021年02月号 | Aコープ上士幌店ルビナ     | 北海道上士幌町   | メチャウマでかザンギ                             |                                                        |
| 第29回 | 2021年03月号 | からあげ専門店 からやま   | 店名掲載なし     | 合盛り定食                                       |                                                        |
| 第30回 | 2021年04月号 | 一番唐揚げ                | 東京都豊島区     | 匠むね唐揚げ、チーズinからあげ                   |                                                        |
| 第31回 | 2021年05月号 | カピタピ                  | 東京都渋谷区     | 台湾鶏排                                         |                                                        |
| 第32回 | 2021年06月号 | から揚げの天才 三軒茶屋店 | 東京都世田谷区   | デカから                                         |                                                        |
| 第33回 | 2021年07月号 | JR東日本フーズ            | 東京都台東区     | チキン弁当                                       |                                                        |
| 第34回 | 2021年08月号 | ほっともっと              | -                | から揚弁当                                       |                                                        |
| 第35回 | 2021年09月号 | からあげ屋 楓楸栞         | 宮城県石巻市     | 鶏もも肉のから揚げ(甘から揚げ)                   |                                                        |
| 第36回 | 2021年10月号 | 西友(スーパー)            | -                | 菜唐                                             |                                                        |
| 第37回 | 2021年11月号 | トリキバーガー            | 東京都品川区     | トリキバーガーセット                             |                                                        |
| 第38回 | 2021年12月号 | 中津からあげ 渓           | 東京都品川区     | 骨なしもも肉、サバコロッケ                       |                                                        |
| 第39回 | 2022年01月号 | torico                    | 神奈川県藤沢市   | 唐揚げ串(甘辛醤油味、ヤンニョム味)               |                                                        |
| 第39回 | 2022年01月号 | 鳥松                      | 北海道釧路市     | ザンギ                                           | ザンギ発祥の店                                         |